# Jamal Charles
Jamal Charles (24 novembre 1995) è un calciatore grenadino, attaccante del Paradise e della nazionale grenadina.

## Carriera

### Club
Ha giocato nella massima serie grenadina, in quella di Trinidad e Tobago ed in quella honduregna. Con la maglia del W Connection ha inoltre anche segnato un gol in 4 presenze nel Campionato per club CFU.

### Nazionale
Ha esordito in nazionale nel 2015. Nel 2021 viene convocato per la CONCACAF Gold Cup.

## Statistiche

### Cronologia presenze e reti in nazionale
| Cronologia completa delle presenze e delle reti in nazionale ― Grenada | Cronologia completa delle presenze e delle reti in nazionale ― Grenada | Cronologia completa delle presenze e delle reti in nazionale ― Grenada | Cronologia completa delle presenze e delle reti in nazionale ― Grenada | Cronologia completa delle presenze e delle reti in nazionale ― Grenada | Cronologia completa delle presenze e delle reti in nazionale ― Grenada | Cronologia completa delle presenze e delle reti in nazionale ― Grenada | Cronologia completa delle presenze e delle reti in nazionale ― Grenada |
| Data                                                                   | Città                                                                  | In casa                                                                | Risultato                                                              | Ospiti                                                                 | Competizione                                                           | Reti                                                                   | Note                                                                   |
| ---------------------------------------------------------------------- | ---------------------------------------------------------------------- | ---------------------------------------------------------------------- | ---------------------------------------------------------------------- | ---------------------------------------------------------------------- | ---------------------------------------------------------------------- | ---------------------------------------------------------------------- | ---------------------------------------------------------------------- |
| 14-5-2015                                                              | Vieux Fort                                                             | Grenada                                                                | 1 – 2                                                                  | Dominica                                                               | Amichevole                                                             | -                                                                      | 60’                                                                    |
| 16-5-2015                                                              | Vieux Fort                                                             | Saint Lucia                                                            | 0 – 2                                                                  | Grenada                                                                | Amichevole                                                             | 2                                                                      |                                                                        |
| 16-6-2015                                                              | Saint George's                                                         | Grenada                                                                | 2 – 0                                                                  | Porto Rico                                                             | Qual. Mondiali 2018                                                    | 1                                                                      | 77’                                                                    |
| 4-9-2015                                                               | Saint George's                                                         | Grenada                                                                | 1 – 3                                                                  | Haiti                                                                  | Qual. Mondiali 2018                                                    | -                                                                      | 60’                                                                    |
| 9-9-2015                                                               | Port-au-Prince                                                         | Haiti                                                                  | 3 – 0                                                                  | Grenada                                                                | Qual. Mondiali 2018                                                    | -                                                                      |                                                                        |
| 23-3-2016                                                              | Saint George's                                                         | Grenada                                                                | 5 – 0                                                                  | Sint Maarten                                                           | Qualificazioni alla Coppa dei Caraibi 2017                             | 1                                                                      | 77’                                                                    |
| 1-6-2016                                                               | Saint George's                                                         | Grenada                                                                | 3 – 3                                                                  | Porto Rico                                                             | Qualificazioni alla Coppa dei Caraibi 2017                             | -                                                                      |                                                                        |
| 8-6-2016                                                               | North Sound                                                            | Antigua e Barbuda                                                      | 5 – 1                                                                  | Grenada                                                                | Qualificazioni alla Coppa dei Caraibi 2017                             | 1                                                                      |                                                                        |
| 30-4-2017                                                              | Saint George's                                                         | Grenada                                                                | 2 – 2                                                                  | Trinidad e Tobago                                                      | Amichevole                                                             | -                                                                      | 72’                                                                    |
| 10-6-2017                                                              | Saint George's                                                         | Grenada                                                                | 1 – 2                                                                  | Bermuda                                                                | Amichevole                                                             | -                                                                      | 78’                                                                    |
| 11-9-2018                                                              | Willemstad                                                             | Curaçao                                                                | 10 – 0                                                                 | Grenada                                                                | CONCACAF Nations League 2019-2020 - Qualificazioni                     | -                                                                      | 66’                                                                    |
| 13-10-2018                                                             | Saint George's                                                         | Grenada                                                                | 0 – 2                                                                  | Cuba                                                                   | CONCACAF Nations League 2019-2020 - Qualificazioni                     | -                                                                      | Cap.                                                                   |
| 16-11-2018                                                             | Saint George's                                                         | Grenada                                                                | 5 – 2                                                                  | Saint-Martin                                                           | CONCACAF Nations League 2019-2020 - Qualificazioni                     | 2                                                                      |                                                                        |
| 24-3-2019                                                              | Bayamón                                                                | Porto Rico                                                             | 0 – 2                                                                  | Grenada                                                                | CONCACAF Nations League 2019-2020 - Qualificazioni                     | -                                                                      |                                                                        |
| 6-9-2019                                                               | Saint George's                                                         | Grenada                                                                | 2 – 1                                                                  | Saint Kitts e Nevis                                                    | CONCACAF Nations League 2019-2020 - 1º Turno                           | 1                                                                      | 77’                                                                    |
| 9-9-2019                                                               | Belmopan                                                               | Belize                                                                 | 1 – 2                                                                  | Grenada                                                                | CONCACAF Nations League 2019-2020 - 1º Turno                           | 1                                                                      | 90’                                                                    |
| 11-10-2019                                                             | Remire-Montjoly                                                        | Guyana francese                                                        | 0 – 0                                                                  | Grenada                                                                | CONCACAF Nations League 2019-2020 - 1º Turno                           | -                                                                      | 73’                                                                    |
| 14-10-2019                                                             | Saint George's                                                         | Grenada                                                                | 1 – 0                                                                  | Guyana francese                                                        | CONCACAF Nations League 2019-2020 - 1º Turno                           | 1                                                                      | 70’                                                                    |
| 14-11-2019                                                             | Basseterre                                                             | Saint Kitts e Nevis                                                    | 0 – 0                                                                  | Grenada                                                                | CONCACAF Nations League 2019-2020 - 1º Turno                           | -                                                                      | 86’                                                                    |
| 18-11-2019                                                             | Saint George's                                                         | Grenada                                                                | 3 – 2                                                                  | Belize                                                                 | CONCACAF Nations League 2019-2020 - 1º Turno                           | 3                                                                      | 75’                                                                    |
| 26-3-2021                                                              | San Salvador                                                           | El Salvador                                                            | 2 – 0                                                                  | Grenada                                                                | Qual. Mondiali 2022                                                    | -                                                                      | 72’                                                                    |
| 4-6-2021                                                               | North Sound                                                            | Antigua e Barbuda                                                      | 1 – 0                                                                  | Grenada                                                                | Qual. Mondiali 2022                                                    | -                                                                      | 70’                                                                    |
| 9-6-2021                                                               | Saint George's                                                         | Grenada                                                                | 1 – 2                                                                  | Montserrat                                                             | Qual. Mondiali 2022                                                    | -                                                                      | 57’                                                                    |
| 14-7-2021                                                              | Houston                                                                | Honduras                                                               | 4 – 0                                                                  | Grenada                                                                | Gold Cup 2021 - 1º Turno                                               | -                                                                      | 60’                                                                    |
| 18-7-2021                                                              | Houston                                                                | Grenada                                                                | 0 – 4                                                                  | Qatar                                                                  | Gold Cup 2021 - 1º Turno                                               | -                                                                      | 79’                                                                    |
| 21-7-2021                                                              | Houston                                                                | Panama                                                                 | 3 – 1                                                                  | Grenada                                                                | Gold Cup 2021 - 1º Turno                                               | -                                                                      | 57’                                                                    |
| 5-6-2022                                                               | San Salvador                                                           | El Salvador                                                            | 3 – 1                                                                  | Grenada                                                                | CONCACAF Nations League 2022-2023 - 1º Turno                           | -                                                                      | 80’                                                                    |
| 8-6-2022                                                               | Saint George's                                                         | Grenada                                                                | 2 – 2                                                                  | El Salvador                                                            | CONCACAF Nations League 2022-2023 - 1º Turno                           | 1                                                                      | 61’                                                                    |
| 11-6-2022                                                              | Austin                                                                 | Stati Uniti                                                            | 5 – 0                                                                  | Grenada                                                                | CONCACAF Nations League 2022-2023 - 1º Turno                           | -                                                                      | 58’                                                                    |
| 25-2-2023                                                              | Saint George's                                                         | Grenada                                                                | 1 – 1                                                                  | Barbados                                                               | Amichevole                                                             | 1                                                                      |                                                                        |
| 27-2-2023                                                              | Saint George's                                                         | Grenada                                                                | 2 – 2                                                                  | Barbados                                                               | Amichevole                                                             | 1                                                                      | 66’                                                                    |
| 25-3-2023                                                              | Saint George's                                                         | Grenada                                                                | 1 – 7                                                                  | Stati Uniti                                                            | CONCACAF Nations League 2022-2023 - 1º Turno                           | -                                                                      | 68’                                                                    |
| 18-6-2023                                                              | Fort Lauderdale                                                        | Guyana                                                                 | 1 – 1 (6 - 4 dtr)                                                      | Grenada                                                                | Qual. Gold Cup 2023                                                    | -                                                                      | 86’                                                                    |
| 10-6-2024                                                              | Saint George's                                                         | Grenada                                                                | 0 – 3                                                                  | Costa Rica                                                             | Qual. Mondiali 2026                                                    | -                                                                      | 46’                                                                    |
| Totale                                                                 |                                                                        | Presenze                                                               | 34                                                                     |                                                                        | Reti                                                                   | 16                                                                     |                                                                        |